# Conventie van Lomé
De Conventie van Lomé is een in februari 1975 te Lomé voor vijf jaar gesloten verdrag tussen de negen lidstaten van de toenmalige Europese Economische Gemeenschap (EEG) enerzijds en de zogenaamde ACP-landen (46 Afrikaanse en Caribische landen, alsmede landen in de Grote Oceaan) anderzijds. Het verdrag werd een aantal keren verlengd en is in 2000 vervangen door de Overeenkomst van Cotonou tussen de EU en de ACP-landen.

De Conventie bevat met name drie componenten:
- Een handelsregeling;
- Een regeling ter stabilisering van de exportopbrengsten van grondstoffen uit de ACP-landen (stabex);
- Een regeling inzake financiële en technische samenwerking.